# حبيل المفرق (لودر)

تعديل مصدري - تعديل

حبيل المفرق هي إحدى قرى عزلة زارة بمديرية لودر التابعة لمحافظة أبين، بلغ تعداد سكانها 202 نسمة حسب تعداد اليمن لعام 2004.